# Ryan Bell
Ryan Bell (Orleans, 17 aprile 1984) è un ex cestista canadese.

## Carriera
Con il Canada ha disputato i Campionati mondiali del 2010 e due edizioni dei Campionati americani (2007, 2009).